# Jean-Baptiste Latané
Jean-Baptiste Latané est un homme politique français né le 13 mai 1756 à Cazaubon et mort dans la même ville le 5 août 1832.

## Biographie
Il est né à Barbotan dans la juridiction de Cazaubon (Gers, alors en Condomois), fils de sieur Jean Latané et de demoiselle Claire Marie Cassagnau. Son acte de baptême ne porte que le prénom Jean. 
Juge royal à Plaisance, il est député du Gers de 1791 à 1792.